# آژانس دارویی اروپا
آژانس دارویی اروپا (انگلیسی: European Medicines Agency) یا به اختصار EMA، یکی از نهادهای اتحادیه اروپا که مسئولیت تنظیم مقررات، ارزیابی و نظارت بر داروی‌های شیمیایی را به عهده دارد. تا قبل از سال ۲۰۰۴، نام این سازمان «آژانس اروپایی ارزیابی محصولات دارویی» یا «آژانس ارزیابی دارویی اروپا» (EMEA) بود.
آژانس دارویی اروپا در سال ۱۹۹۵ با هزینهٔ اتحادیهٔ اروپا و صنایع داروسازی و یارانهٔ غیرمستقیم از کشورهای عضو برپا شد و هدف اعلام‌شده از این کار هماهنگ‌سازی (و نه جایگزینی) نهادهای نظارتی هر یک از کشورها بر روی داروی‌های شیمیایی بود. امید بر آن بود که تأسیس این سازمان نه تنها هزینهٔ سالیانهٔ €۳۵۰ میلیون یورویی شرکت‌های دارویی برای دریافت مجوز از هر کشور را کاهش دهد، بلکه تمایلات حمایت‌گرایانهٔ کشورهای مستقل در عدم تأیید داروهای جدید به‌منظور حمایت از ساخت داروهای قدیمی توسط کارخانه‌های محلی در همان کسور را نیز حذف نماید.
مقر اصلی این سازمان اینک در شهر آمستردام قرار دارد و پس از هفت سال گفتگو بحث میان کشورهای عضو اتحادیهٔ اروپا بنا شد. پیش‌تر، مقر اصلی این سازمان در شهر لندن بود که به‌دنبالِ تصمیم آن کشور مبنی بر خروج از اتحادیهٔ اروپا (برکسیت)، در مارس ۲۰۱۹ میلادی به آمستردام نقل مکان کرد.

## کمیته‌ها
- کمیتهٔ محصولات دارویی جهت مصارف انسانی (CHMP)
- کمیتهٔ محصولات دارویی جهت مصارف دامپزشکی (CVMP)
- کمیتهٔ داروهای کم‌کاربرد - از سال ۲۰۰۰ میلادی بر روی داروهای کم‌کاربرد و مقررات حاکم بر آنها نظارت دارد.
- کمیتهٔ محصولات دارویی گیاهی - در سال ۲۰۰۴ تشکیل شد.
- کمیتهٔ پزشکی کودکان - در سال ۲۰۰۷ ایجاد شد و مقررات مربوط به کودکان را در بر می‌گیرد. به عنوان مثال هر دارویی که قرار است وارد بازار شود، می‌بایست اطلاعاتی از اثرات و بی‌خطری آن در جمعیت کودکان در دست باشد.
- کمیتهٔ درمان‌های پیشرفته - در سال ۲۰۰۷ تشکیل شد و مواردی همچون ژن‌درمانی، درمان با یاخته‌های پیکری، محصولات حاصل از مهندسی بافت را در بر می‌گیرد.
- کمیتهٔ ارزیابی خطر در مراقبت‌های دارویی - در سال ۲۰۱۲ ایجاد شد.

## سایر فعالیت‌ها
- مراقبت‌های دارویی
- ارجاع‌دهی
- مشاورهٔ علمی
- پروژه‌های اطلاع‌رسانی از راه دور

## انتقادات
مراحل بررسی و بازبینی دارویی توسط آژانس دارویی اروپا به‌سبب عدم شفافیت و احتمال تعارض منافع مورد انتقاد بوده‌است. به عنوان مثال «لوئیس برینت» یک پزشک دانمارکی در جریان بررسی این آژانس بر روی یکی از کارهای خودش، متوجه شد که هیچ نام و نشانی از «متخصصان» بررسی‌کننده اطلاعات منتشر نمی‌شود و این موضوع مخفی نگه داشته می‌شود. جزئیات بررسی‌ها و عقاید مخالف منتشر نمی‌گردد و این نشان می‌دهد که این «متخصصان»، همگی یک نظر واحد و یکسان دارند. به نظر او این مسئله، غیرعلمی و غیردموکراتیک است.

## مقایسه با سایر نهادهای نظارتی-مقرراتی
آژانس دارویی اروپا کمابیش شبیه سازمان غذا و داروی آمریکا (FDA) است، اما بر خلاف آن تمرکزگرایی ندارد. مدت میانگین زمان ارزیابی این آژانس برای پذیرش یک محصول دارویی ۲۱۰ روز و برای FDA به‌طور متوسط حدود ۵۰۰ روز است.